# مرگ مارا
مرگ مارا (به فرانسوی: La Mort de Marat) اثری است در سبک نئوکلاسیک از نقاش چیره‌دست فرانسوی ژاک لوئی داوید که در سال ۱۷۹۳ میلادی خلق و به یکی از ماندگارترین تصاویر انقلاب کبیر فرانسه تبدیل شد.تابلو مرگ مارا با توجه به وابستگی شخصی داوید به آن ، موضوع تلخی از یک واقعه تاریخی است که با صمیمیتی دردناک کشیده شد. 
این نقاشی صحنه قتل ژان پل مارا، از نویسندگان روزنامه تندروی «دوستدار مردم» و از حامیان آشکار حزب ژاکوبین (بزرگ‌ترین و پرقدرت‌ترین حزب درگیر در انقلاب فرانسه) را نشان می‌دهد.

مارا به دلیل بیماری پوستی مزمنی که داشت، بیشتر وقت خود را در وان آب سرد می‌گذراند و در همان‌جا هم به نامه‌ها و کارهای اداری رسیدگی می‌کرد. وی در ۱۳ ژوئیه ۱۷۹۳ در حالی که در حمام خانه‌اش مشغول نوشتن بود، توسط دختر جوانی به نام شارلوت کوردی، (از اعضای حزب میانه رویِ ژیروندیست) با ضربات چاقو به قتل رسید. بسیاری بر این باورند که مرگ مارا، جرقه‌ای بود برای شعله‌ور شدن دوره اختناق، قتل و وحشت در فرانسه، موسوم به دوران وحشت (la Terreur).
این اثر هم‌اکنون در موزه سلطنتی هنرهای زیبا در بروکسل بلژیک نگهداری می‌شود.